# ナット・アダレイ
ナット・アダレイ（Nat Adderley、1931年11月25日 - 2000年1月2日）は、アメリカ合衆国のジャズ・コルネット奏者。本名Nathaniel Adderley。ファンキー・ジャズを代表する奏者の一人である。キャノンボール・アダレイ（ジュリアン・エドウィン・アダレイ）は実兄。

## 来歴
ナット・アダレイは、アメリカ南部フロリダ州生まれ。1954年、ライオネル・ハンプトン楽団での活動を経て、1955年に兄キャノンボールとバンドを結成するが成功には至らなかった。。キャノンボールがマイルス・デイヴィスのバンドに加入したのに伴い、ナットもJ・J・ジョンソンのバンド、ウディ・ハーマン楽団で活動する。1959年にキャノンボールが独立すると、再びキャノンボールのバンドに加入し、長きに渡って兄をサポートした。
また、ナット自身もバンド・リーダーとしてリバーサイド・レコードと契約。ウェス・モンゴメリーやボビー・ティモンズ、サム・ジョーンズを従えて制作したアルバム『ワーク・ソング』（1960年）は、ナットの代表作として知られる。とりわけ、自作曲であるタイトル曲は、ゴスペルの手法を取り入れた、ファンキー・ジャズの代表的楽曲の一つで、キャノンボールのバンドでも重要なレパートリーとなった。1960年にはキング・カーティスのアルバム『ソウル・ミーティング』にも参加。
1963年7月には、キャノンボールのバンドのメンバーとして初来日した。
兄・キャノンボールとの兄弟仲の良さはミュージシャン仲間でも有名で、そのため1975年にキャノンボールが他界すると、ショックの大きさでナットも一時活動停止してしまった。しかし翌年には立ち直り、アダレイ・ブラザーフッドを結成した。その後もロン・カーターやジョニー・グリフィン等、様々なミュージシャンと共演している。
2000年、フロリダ州レイクランドの自宅で死去した。68歳没。

## ディスコグラフィ

### スタジオ・アルバム
- 『ザッツ・ナット』 - That's Nat (1955年、Savoy)
- 『ゼム・アダレイズ』 - Introducing Nat Adderley (1955年、Wing)
- 『アイヴィ・リーグ』 - To the Ivy League from Nat (1956年、EmArcy)
- 『ブランチング・アウト』 - Branching Out (1956年、Riverside) ※with ジョニー・グリフィン&ザ・スリー・サウンズ
- 『マッチ・ブラス』 - Much Brass (1959年、Riverside)
- 『ワーク・ソング』 - Work Song (1960年、Riverside)
- That's Right! (1960年、Riverside)
- 『ナチュラリー!』 - Naturally! (1961年、Jazzland)
- 『イン・ザ・バッグ』 - In the Bag (1962年、Jazzland)
- 『ナチュラル・ソウル』 - Little Big Horn (1963年、Riverside)
- 『オートバイオグラフィー』 - Autobiography (1965年、Atlantic)
- 『セイン・サムシング』 - Sayin' Somethin'  (1966年、Atlantic)
- 『ライヴ・アット・メモリー・レイン』 - Live at Memory Lane (1967年、Atlantic) ※ライブ
- 『ザ・スカヴェンジャー』 - The Scavenger (1968年、Milestone)
- 『ユー・ベイビー』 - You, Baby (1968年、CTI)
- 『コーリング・アウト・ラウド』 - Calling Out Loud (1969年、CTI)
- 『ソウル・ソディアック』 - Soul Zodiac (1972年、Capitol) ※with キャノンボール・アダレイ
- Soul of the Bible (1972年、Capitol)
- Double Exposure (1975年、Prestige)
- 『ドント・ルック・バック』 - Don't Look Back (1976年、SteepleChase)
- 『ハミン』 - Hummin'  (1976年、Little David)
- A Little New York Midtown Music (1979年、Galaxy)
- On the Move (1983年、Theresa) ※ライブ
- 『ブルー・オータム』 - Blue Autumn (1983年、Theresa) ※ライブ
- We Remember Cannon (1991年、In & Out)
- 『ライヴ・アット・スイート・ベイジル～枯葉』 - Autumn Leaves (1991年、Sweet Basil) ※ライブ
- 『マンハッタンの夜』 - A Night In Manhattan (1992年、Alfa Jazz)
- 『ワーク・ソング～ライヴ・アット・スイート・ベイジル』 - Work Song: Live at Sweet Basil (1993年、Sweet Basil) ※ライブ
- 『トーキン・アバウト・ユー』 - Talkin' About You (1991年、Landmark)
- 『オールド・カントリー』 - The Old Country (1991年、Alfa Jazz)
- 『ワーキン』 - Workin'  (1993年、Timeless) ※旧邦題『ワーク・ソング～ライヴ・イン・ケルン』
- 『グッド・カンパニー』 - Good Company (1994年、Challenge)
- 『ライヴ』 - Live at the 1994 Floating Jazz Festival (1996年、Chiaroscuro) ※ライブ
- 『マーシー・マーシー・マーシー』 - Mercy, Mercy, Mercy (2007年、Alfa Jazz)

### 参加アルバム
キャノンボール・アダレイ
- 『ニッポン・ソウル』 - Nippon Soul (1963年)
- 『マーシー・マーシー・マーシー』 - Mercy! Mercy! Mercy! (1966年)
- 『カントリー・プリーチャー』 - Country Preacher (1969年)

## 書籍
- ジャズ批評編集部編 編『JAZZトランペット』松坂〈ジャズ批評ブックス〉、2001年。ISBN 491555709X。